# 19633 Русьян
19633 Русьян (19633 Rusjan) — астероїд головного поясу, відкритий 13 вересня 1999 року.
Тіссеранів параметр щодо Юпітера — 3,418.